# Qebehsemuf

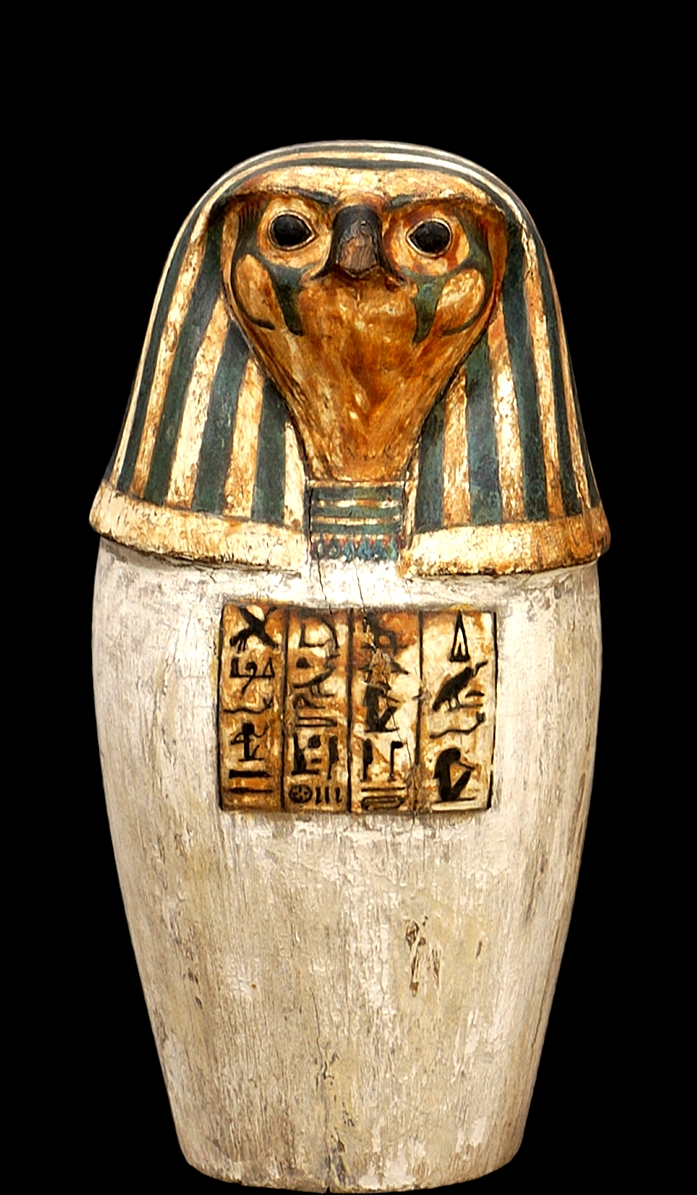
Kanop med Qebehsemuf.

Qebehsemuf, Qebehsenuf, var en gud i egyptisk mytologi och var en av horussönerna.
Tillsammans med sina syskon fungerade Qebehsemuf som gravväktare. De ansvarade var och en för de krus (kanoper) som innehöll olika delar av den dödes innanmäte. Qebehsemuf ansvarade för kruset med tarmarna. Hans krus pryddes av ett falkhuvud och placerades till väster om sarkofagen vid de rituella begravningarna.